# Giennadij Chwatow
Giennadij Aleksandrowicz Chwatow (ros. Геннадий Александрович Хватов, ur. 3 maja 1934 w Myszkinie w obwodzie jarosławskim, zm. 11 listopada 2020 we Władywostoku) – radziecki admirał.

## Życiorys
W 1952 skończył szkołę marynarki wojennej w Saratowie, 1952–1956 był słuchaczem Wyższej Szkoły Marynarki Wojennej im. Leninowskiego Komsomołu, następnie służył we Flocie Pacyficznej, gdzie był m.in. dowódcą sekcji nawigacyjnej i pomocnikiem dowódcy łodzi podwodnej, 1958 został członkiem KPZR. 1964–1965 słuchacz wyższych specjalnych kursów oficerskich, 1965–1971 zastępca dowódcy i dowódca atomowej łodzi podwodnej Floty Pacyficznej, 1971–1973 słuchacz Akademii Marynarki Wojennej. W 1973 został szefem sztabu dywizji atomowych łodzi podwodnych Floty Oceanu Spokojnego, 1974–1976 słuchacz Wojskowej Akademii Sztabu Generalnego Sił Zbrojnych ZSRR, w latach 1976–1978 ponownie dowódca dywizji atomowych łodzi podwodnych Floty Oceanu Spokojnego. Od 1977 kontradmirał, w latach 1978–1980 szef sztabu flotylli łodzi podwodnych, 1980–1983 dowódca flotylli łodzi podwodnych, wniósł duży wkład w rozwój infrastruktury flotylli. W 1981 awansowany na wiceadmirała, w latach 1983–1986 szef sztabu Floty Pacyficznej, a 1986–1993 dowódca Floty Pacyficznej, w październiku 1987 mianowany admirałem, 1990–1991 był członkiem KC KPZR, w 1993 zwolniony do rezerwy. Honorowy obywatel Władywostoku (2009).

## Odznaczenia
- Order Męstwa
- Order Czerwonego Sztandaru
- Order „Za służbę Ojczyźnie w Siłach Zbrojnych ZSRR” II klasy
- Order „Za służbę Ojczyźnie w Siłach Zbrojnych ZSRR” III klasy